# Palant
Palant – zespołowa gra na punkty z użyciem drewnianego kija i piłeczki. Podobne gry to niemiecki Schlagball, rosyjska łapta, fińskie pesäpallo oraz rumuńska oina.

## Historia
Palant powstał prawdopodobnie w XVI wieku, za rządów Zygmunta Starego lub Zygmunta Augusta. Nazwa gry pochodzi najprawdopodobniej z języka włoskiego. W ramach Polskiego Związku Lekkoatletyki już od wczesnych lat 20. XX wieku prowadzono gry sportowe uzupełniające trening ogólnorozwojowy (m.in. koszykówkę, siatkówkę, palanta i piłkę ręczną). Liczba zawodników je uprawiających systematycznie rosła, więc już na początku 1925 utworzono w Katowicach Polski Związek Palanta i Gier Ruchowych (PZPiGR), który zjednoczył ich miłośników. Po zakończeniu II wojny światowej na Śląsku utworzono ligę palantową, w ramach której ujednolicono rozgrywki. W 1957 roku utworzono Polski Związek Piłki Palantowej (w 1978 przemianowany na Polski Związek Baseballu i Softballu). W Polsce istnieje wiele odmian palanta i jego zasady mogą się różnić w zależności od regionu.
Norman Davies w swojej książce pt. Boże igrzysko stawia tezę, że popularna w Stanach Zjednoczonych gra baseball może pochodzić od palanta, w którego grali polscy emigranci.
Gra jest szczególnie popularna na terenie gminy Grabów, gdzie we Wtorek Wielkanocny obchodzone jest Święto Palanta. Oprócz tego od 2014 roku funkcjonuje Polskie Stowarzyszenie Palantowe (PSPal), zajmujące się promocją palanta poprzez tworzenie drużyn, szkolenia, organizowanie turniejów oraz mistrzostw i tym podobne.

## Zasady gry
Na przestrzeni lat powstawały różne zbiory zasad dotyczących gry w palanta, różniące się pod względem niektórych reguł oraz parametrów boiska.

### Zasady według Adama Rapackiego
| Linia piekła Linia środkowa Linia nieba |

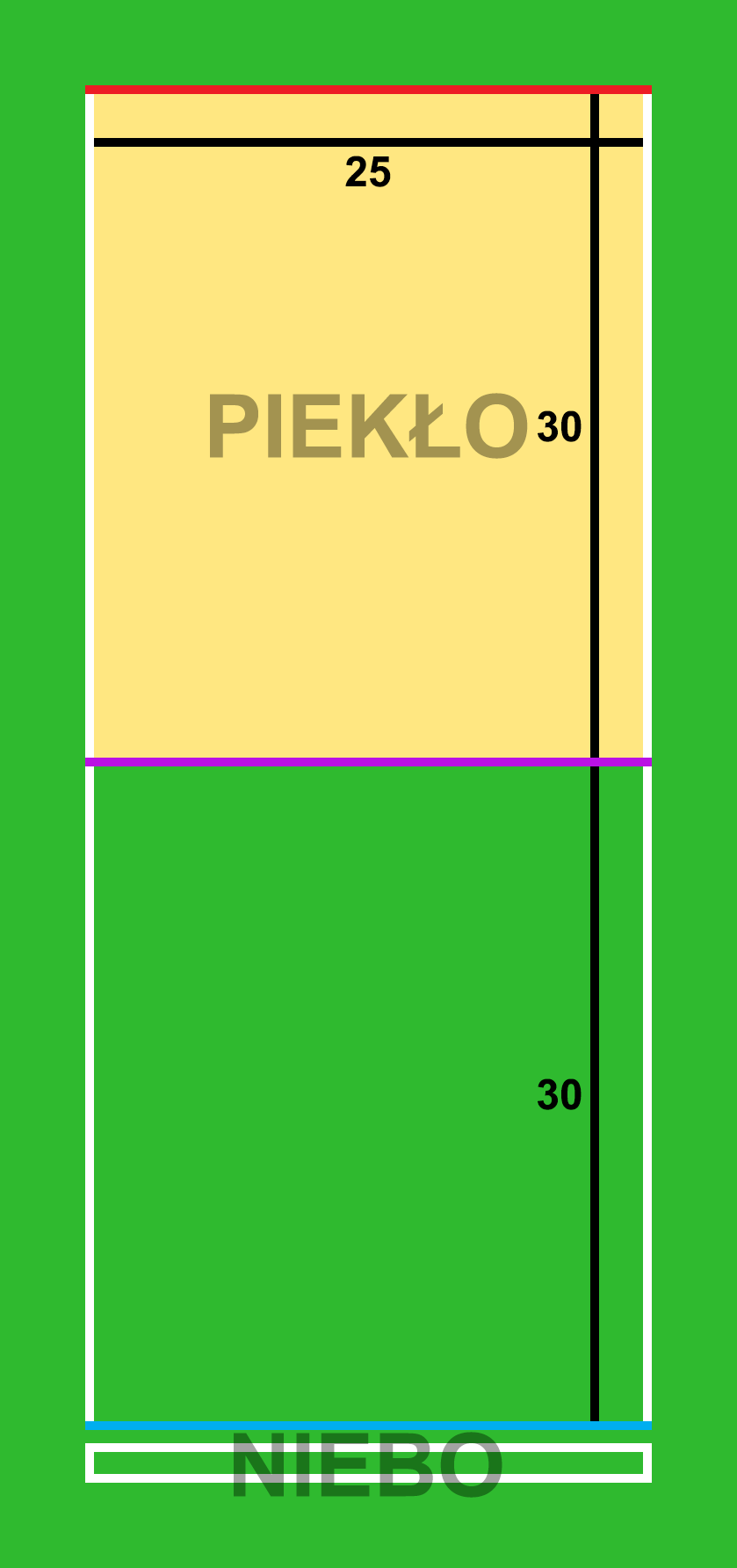
Boisko do gry w palanta według zasad Adama Rapackiego. Jednostka miary: metr

Zgodnie z regułami stosowanymi przez grabowskie Święto Palanta boisko powinno wynosić 60 na 25 metrów i być przedzielone linią środkową. Graczy dzieli się na dwie drużyny po 7-15 osób każda, a następnie kapitanowie obu drużyn („matki”) losują kto zajmie pozycję na polu wybicia (przed linią „nieba”), a kto na polu łapania (między linią środkową, a linią „piekła”). Drużyna wybijająca ma za zadanie jak najdłużej utrzymać się w „niebie” i zdobywać punkty. Drużyna łapiąca natomiast dąży do zamiany miejsc i tym samym znalezienia się w polu „niebo”. Czas trwania gry dzieli się na dwie części po 20 minut każda.
Właściwa gra zaczyna się od podrzucenia piłki i wybicia jej kijem (palantem) przez jednego z graczy „nieba”. Wybicie jest prawidłowe, gdy piłka przekroczyła linię środkową przelatując nad nią lub przetaczając się przez nią po ziemi. Wybicie jest również uznawane za prawidłowe, gdy piłka została dotknięta przez gracza, natomiast nie przekroczyła linii środkowej (jest to tzw. tronek, który może zostać trzykrotnie powtórzony). Wybicie niezaliczane jest wtedy, gdy wybijający wypuści palanta z ręki, nie podrzuci swojej piłki samodzielnie lub nie trafi kijem palantowym w piłkę.
Po skutecznym wybiciu piłki za linię środkową gracz wybijający układa kij na linii „nieba” i biegnie prosto do linii „piekła”, przy czym ma możliwość zatrzymać się na linii środkowej w ramach postoju, gdy piłka wróci na stronę drużyny „nieba”. Po dobiegnięciu na koniec „piekła” gracz już bezpośrednio musi wrócić za linię „nieba”, za co jego drużyna otrzymuje jeden punkt, a on sam może ustawić się w kolejce do ponownego wybicia.
Jeśli gracz wybijający nie trafi w piłkę to musi przekazać palanta następnemu zawodnikowi, a samemu czekać na udane wybicie piłki za linię środkową przez następnego gracza, z którym wspólnie pobiegnie. Gracz, który ukończył bieg nie z własnego odbicia nie zdobywa punktu dla swojej drużyny, ale ma prawo do ustawienia się w kolejce do następnego wybicia.

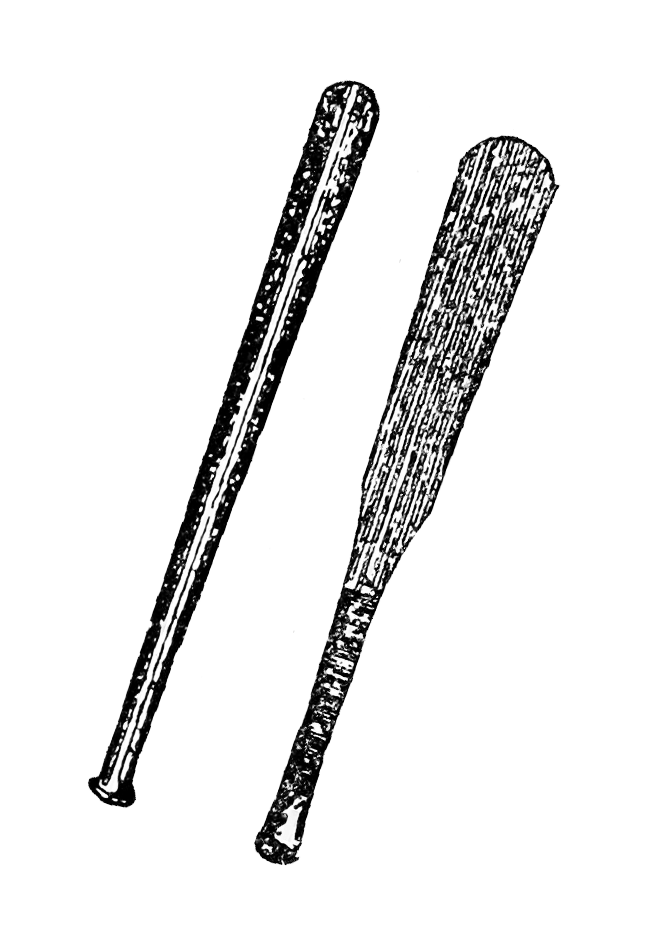
Są dwa rodzaje kijów do palanta - płaski z myślą o słabszych fizycznie oraz okrągły dla silniejszych zawodników

Kapitan drużyny „nieba” („matka”) ma prawo do trzykrotnego odbicia piłki, zapewniając tym samym oczekującym członkom swojej drużyny czas na zakończenie biegu. Sam kapitan, po prawidłowym wybiciu za linię środkową piłki i skończeniu swojego biegu, zdobywa trzy punkty dla drużyny. Matka ma także prawo do dziewięciu tronków.
W tym samym czasie drużyna z pola łapania („piekła”) ma za zadanie łapać każdą wybitą do nich piłkę. Najbardziej pożądane jest złapanie piłki ręką w locie, gdyż taki rodzaj schwytania zapewnia im zamianę miejsc z drużyną „nieba” (mogą też taką piłką od razu próbować ubić biegnącego gracza „nieba”). Jeśli piłka już uderzyła o ziemię to gracze drużyny „piekła” mają dwie możliwości: wyrzucić jak najszybciej piłkę z powrotem do „nieba”, co powstrzymuje graczy z drużyny przeciwnej przed ukończeniem wymaganego biegu, albo próbować ubić piłką wybranego biegnącego gracza „nieba”, co również zapewnia zamianę miejsc drużyn. Ubicie gracza ważne jest wtedy, gdy piłka dotknie biegnącego znajdującego się pomiędzy linią „nieba” i „piekła”, biegnący gracz nie złapie w ręce rzuconej w jego stronę piłki (w takim wypadku do zamiany miejsc nie dochodzi, ale biegnący wraca na wcześniej zajmowane pole), a ubicie gracza nie było poprzedzone kolejnym odbiciem piłki o ziemię.
W sytuacji, gdy wśród drużyny „nieba” nie ma już zawodników uprawnionych do wybicia piłki, gdyż wszyscy zajęci są ukończeniem biegu, również dochodzi do zamiany miejsc drużyn.
Wygrywa ta drużyna, która zebrała największą ilość punktów w ustalonym wcześniej czasie gry.

### Zasady według Jana Jasińskiego

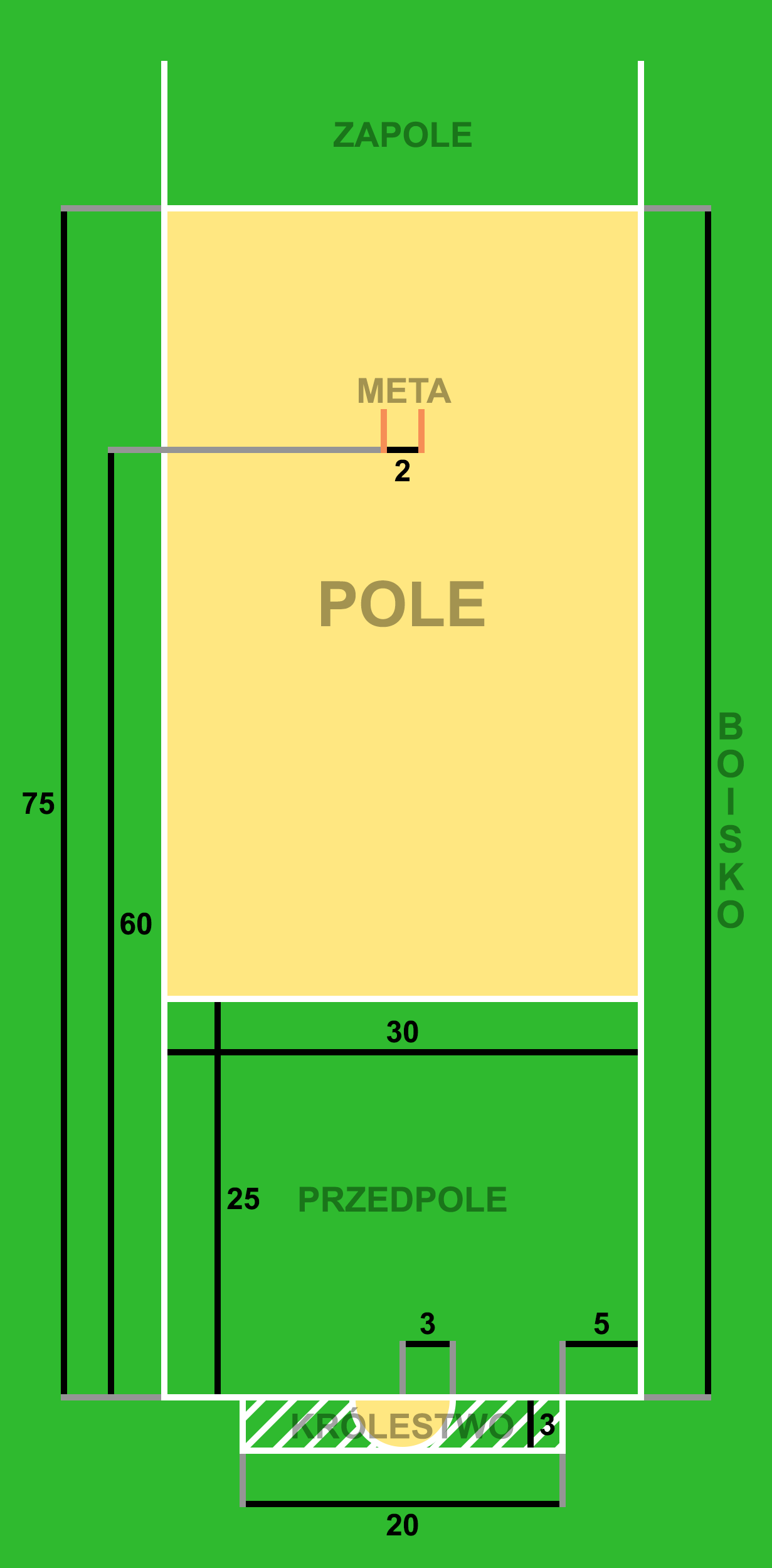
Boisko do gry w palanta według Jana Jasińskiego. Jednostka miary: metr

Według reguł przedstawionych w książce „Palant: technika, taktyka, przepisy: gra sportowa dla szkół, klubów i organizacyj” z 1938 roku główną część boiska do gry w palanta stanowi wyznaczony na równej i wolnej od przeszkód powierzchni prostokąt o długości 75 metrów na 30 metrów (rozmiar stosowany w zawodach o mistrzostwo), rozdzielony linią środkową („linia półmetka”) na 2 obszary: „pole” o wymiarach 50 na 30 metrów i „przedpole” o wymiarach 25 na 30 metrów. Do podanych wymiarów nie wlicza się oddzielających linii, które wynosić powinny 5 centymetrów szerokości. Drugą najważniejszą część stanowi „królestwo”, znajdujące się za linią przednią, zwaną też linią „królestwa”, szerokie na 20 metrów i długie 3 metry. W jego środku znajduje się wyznaczone półkole podbić o promieniu 3 metrów. Biorąc pod uwagę aspekt wybijania należy dodatkowo wyznaczyć margines dookoła głównego boiska w postaci wolnego obszaru o szerokości co najmniej 20 metrów, w tym obszar nazywany „zapole”, charakteryzujący się brakiem wyraźnej granicy tylnej.

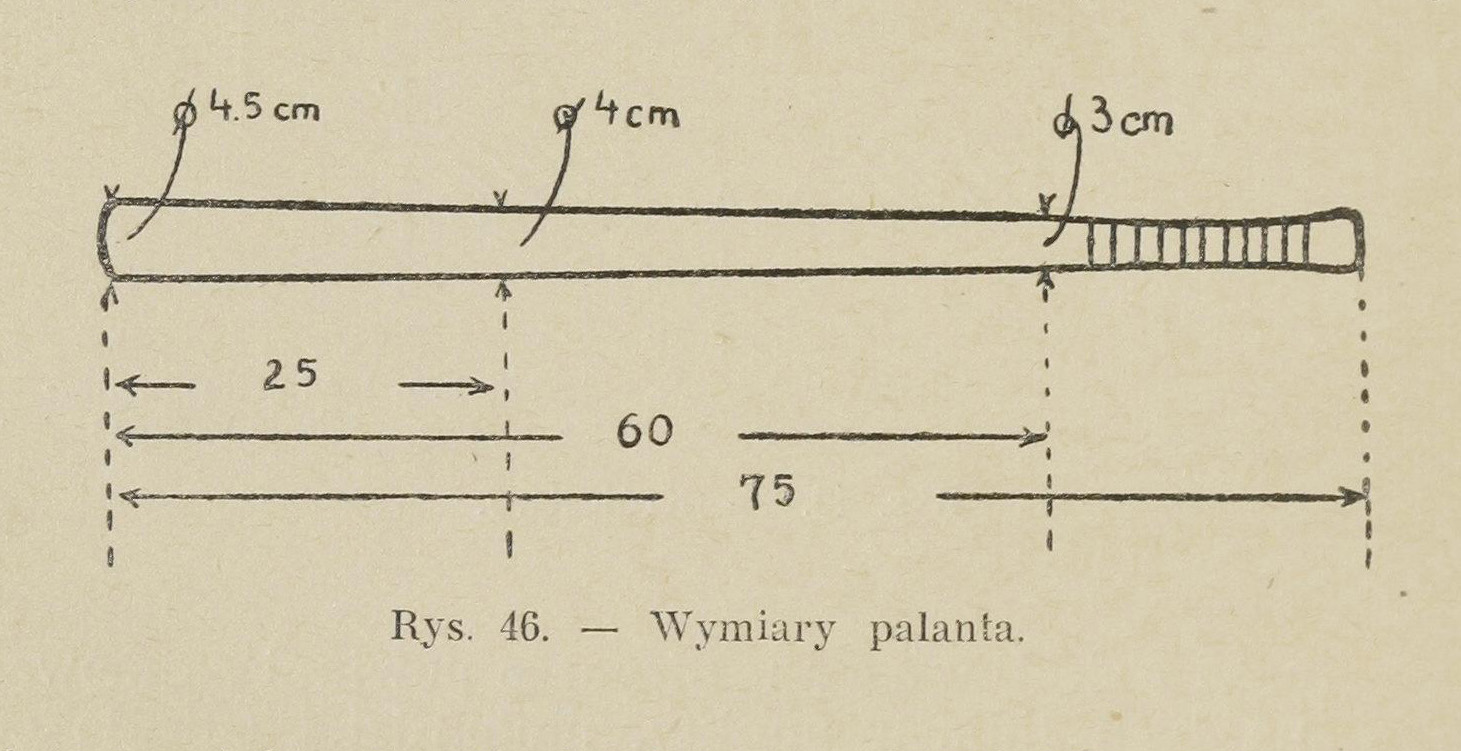
Wymiary kija do palanta. Rozmiar kija musi być dostosowany do kategorii wiekowej graczy

Zasady bazują na tej samej podstawie co te przedstawione przez Adama Rapackiego, lecz zostały wyraźnie rozwinięte, żeby móc uregulować jak najwięcej możliwych przypadków, a miejscami lekko zmienione. Przykładowo nadal grają dwie drużyny z „matkami” na czele, jednakże dopuszczalna liczba graczy na drużynę to 8 do 11 osób, a sama matka posiada większe kompetencje. Istotne jest też wprowadzenie pewnej standaryzacji, mającej na celu profesjonalizację sportu, np. gracze zobowiązani są nosić numery na plecach i piersiach, a używany kij i piłka muszą mieścić się w wyznaczonych normach rozmiarowych i wagowych. Jeśli chodzi o zmiany podstaw to zauważyć należy, iż linia piekła zastąpiona została znajdującą się wewnątrz „pola” metą oznaczoną parą słupków.

## Kwadrant
Kwadrant to gra wywodząca się od palanta, różniąca się nieznacznie od niego zasadami.